# Ceroplastes rusci
Espèce
Le Céroplaste du figuier (Ceroplastes rusci) est une espèce d'insectes hémiptères de la famille des Coccidae.

## Description
Les femelles adultes sont recouvertes de 8 plaques de cirre brun à gris-rose. Chaque plaque, portant au centre une sécrétion cireuse blanche punctiforme. La plaque dorsale et les plaques latérales sont séparées des marges rouge foncé. Les mâles sont petits, ailés et rougeâtres.
Les larves L1 (premier stade larvaire) sont ovales, mobiles et brun-rouge ; après quelques jours elles commencent à sécréter une couche de cirre. Au stade L2, cette couche de cirre s'épaissit. À partir de L3 elles présentent un fort dimorphisme sexuel. Les larves qui donneront des mâles sont allongées, rougeâtres avec des cônes cireux latéraux blancs

## Habitat et répartition
Originaire du pourtour méditerranéen, cette cochenille est présente jusqu'en Afrique tropicale, Australie, Etats-Unis (Floride).

## Écologie et comportement
L'hôte principal de cette cochenille est le figuier mais une vingtaine de végétaux peuvent être infestés comme le myrte, laurier-rose, Ficus d'ornement, Pittosporum, Myoporum, Psidium, Schinus,.

### Publication originale
[PDF] (la) C. Linnaeus, Systema naturæ per regna tria naturæ, secundum classes, ordines, genera, species, cum characteribus, differentiis, synonymis, locis. Editio decima, reformata. Holmiæ. (Salvius). Tomus I, 1758., 824 p. (lire en ligne), p. 456

### Publication scientifique
[PDF] (en) Alessio Rainato et Giuseppina Pellizzari, « The adult male and male nymphal instars of Ceroplastes rusci (Linnaeus) (Hemiptera: Coccoidea: Coccidae) », Zootaxa, no 2357,‎ 2010 (DOI 10.11646/zootaxa.2357.1.2)